# مبرهنة كرونكر-فيبر
في النظرية الجبرية للأعداد، يمكن أن يُبرهن على أن كل حقل سيكلوتومي هو امتداد أبيلي لحقل الأعداد الجذرية. مبرهنة كرونكر-فيبر (بالإنجليزية: Kronecker–Weber theorem)‏ تأتي في هذا السياق.
{\displaystyle {\sqrt {5}}=e^{2\pi i/5}-e^{4\pi i/5}-e^{6\pi i/5}+e^{8\pi i/5}.}
سميت هذه المبرهنة هكذا نسبة إلى عالمي الرياضيات ليوبلد كرونكر وهاينريش مارتين فيبر.